# Alfred E. Perlman

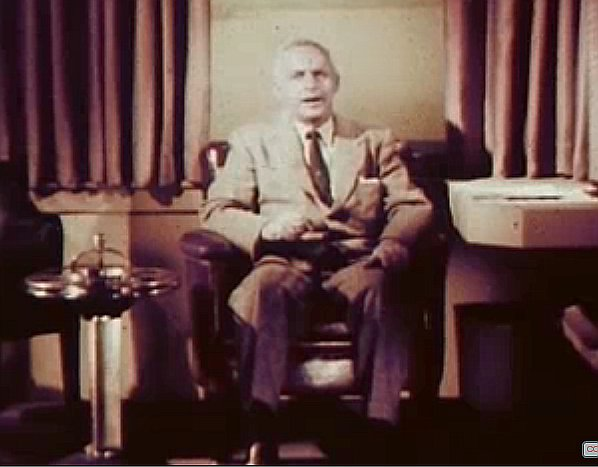
Alfred E. Perlman in den 1950er-Jahren

Alfred Edward Perlman (* 22. November 1902 in Saint Paul; † 30. April 1983 in San Francisco) war ein US-amerikanischer Ingenieur und Manager, der von den 1920er- bis in die 1970er-Jahre für verschiedene Bahngesellschaften tätig war. So führte er die New York Central Railroad von 1958 bis 1968 als Präsident und Vorstand, war anschließend bis Ende 1969 Präsident der Penn Central Transportation und bekleidete von Ende 1970 bis 1976 leitende Positionen der Western Pacific Railroad. Er gilt als führender zeitgenössischer Verfechter moderner Managementmethoden in der US-Eisenbahnbranche.

## Herkunft, Ausbildung
Als drittes Kind einer mittelständischen jüdischen Familie wurde Alfred Perlman am 22. November 1902 in Saint Paul geboren. Nach seinem Schulabschluss nahm der technisch und naturwissenschaftlich interessierte Perlman ein Studium der Ingenieurwissenschaften am Massachusetts Institute of Technology auf. Um zu dessen Finanzierung beizutragen, arbeitete er seit seinem 16. Lebensjahr jeweils im Sommer in verschiedenen Hilfsarbeiterpositionen für die Northern Pacific Railway (NP), die ihn nach seinem Studienabschluss 1923 fest einstellte. Eigentlich als Bauzeichner engagiert, arbeitete Perlman zunächst acht Monate als Gleisbauer. Ab 1925 übernahm er sukzessive verschiedene Funktionen im Infrastrukturbereich, darunter schließlich die Stelle eines Roadmasters (ähnlich einem Bahnmeister) an verschiedenen Standorten im Netz der NP, zuletzt in Staples. Parallel dazu besuchte Perlman ab 1930 im Rahmen eines Ausbildungsprogramms der NP die Harvard Business School.
1934 wechselte Perlman zur Bahnsparte der Reconstruction Finance Corporation, über die er erstmals mit der Denver and Rio Grande Western Railroad (DRGW) in Kontakt kam. Im Folgejahr begann Perlman für die Chicago, Burlington and Quincy Railroad (CB&Q) zu arbeiten, wo er den Wiederaufbau von Bahnstrecken mit Flutschäden organisierte. Im selben Jahr musste die DRGW Insolvenz anmelden. Auf Anfrage des Insolvenzverwalters wechselte Perlman zur DRGW und leitete dort ab 1936 alle Oberbau-Arbeiten. 1941 wurde er zum Oberingenieur, 1948 zum General Manager und 1952 als Executive Vice President zum Vorstandsmitglied der Bahngesellschaft befördert. Er war maßgeblich an deren Restrukturierung beteiligt, durch die 1947 die Insolvenzverwaltung beendet werden konnte, und war ein energischer Verfechter von Modernisierungsmaßnahmen. Dazu zählte als Novum in der Branche die Einrichtung eines eigenen Forschungslabors, in dem die DGRW beispielsweise den Schmieröleinsatz in den Diesellokomotiven optimierte, die die DGRW ab den 1940er-Jahren in großer Stückzahl zur Ablösung der Dampflokomotiven beschaffte.
Perlman erwarb sich durch seine Tätigkeit bei der DGRW einen guten Ruf in der Branche. Während des Zweiten Weltkriegs war er parallel zu seinem Hauptberuf Berater der staatlichen Defense Plant Corporation. Auch der staatliche Bahnbetrieb von Südkorea (der Vorläufer der heutigen KORAIL) und die neu gegründeten Israel Railways beauftragten Perlman 1949 bzw. 1950 als Berater.
1936 heiratete Perlman in Chicago Adele Emrich, mit der er bis zu seinem Tod zusammenlebte. Das Paar hatte drei Kinder, zwei 1938 bzw. 1940 geborene Söhne und eine 1943 geborene Tochter.

## New York Central Railroad
Die Alleghany Corporation unter Führung von Robert R. Young hatte seit 1946 Aktien der New York Central Railroad (NYC) erworben. Versuche, Vorstandsposten der NYC zu erlangen, endeten jedoch sowohl 1948 als auch Anfang 1954 ohne Erfolg. Young initiierte daher im Frühjahr 1954 einen Proxy-Fight, in dem er stimmberechtigte Kleinaktionäre mit dem Versprechen höherer Dividenden erfolgreich überzeugte, ihn zum Vorstandsvorsitzenden (Chairman of the Board) und Vertraute in weitere Vorstandsposten der Bahngesellschaft zu wählen. Noch bevor Young seinen Posten im Sommer 1954 antrat, trat er Ende März an den bei der DGRW beschäftigten Perlman heran. Der zunächst für eine Leitungsposition in zweiter Ebene vorgesehene Perlman bestand auf einen Vorstandsposten und erhielt schließlich am 25. Mai 1954 die Zusage, als operativer Geschäftsführer (President) engagiert zu werden. Da dazu allerdings die Zustimmung der Aktionäre erforderlich war, erfolgte Perlmans formale Wahl in den Vorstand erst am 14. September 1954.
Young und Perlman nahmen ihre Arbeit am selben Tag im Juni 1954 auf und stellten unmittelbar fest, dass sich die New York Central Railroad in einem wirtschaftlich und operativ deutlich schlechteren Zustand befand, als vermutet und öffentlich bekannt. Perlmans vordringliche Aufgaben lagen daher in der Kosteneinsparung und Modernisierung. So wurde unter anderem die Mitarbeiterzahl von zunächst 89.700 noch 1954 um 15.000 und bis 1957 um weitere 10.000 verringert. Das Betriebsergebnis verbesserte sich zunächst, doch spätestens die 1957 einsetzende Rezession kehrte diese Entwicklung wieder um und im Januar 1958 musste die NYC erstmals die Dividendenzahlung aussetzen. Robert Young beging am 25. Januar 1958 Selbstmord. Seine Nachfolge als Vorstandsvorsitzender der NYC übernahm Perlman.
In den folgenden zehn Jahren setzte Perlman den Rationalisierungskurs der NYC fort. Neben der Einstellung zahlreicher Personenverkehrsverbindungen sowie Stilllegung von Nebenstrecken und zweiten, dritten oder vierten Streckengleisen investierte die NYC unter Perlmans Regie unter anderem in Centralized traffic control (CTC) und aufkommende Formen der elektronischen Datenverarbeitung. Perlman sah darin große Chancen zur Optimierung des Güterverkehrs, besonders in Rangierbahnhöfen. Ein Großprojekt war der Umbau und die Automatisierung des Rangierbahnhofs Selkirk Yard bei Albany, der 1968 zum Abschluss der Arbeiten in Alfred E. Perlman Yard umbenannt wurde.
Entgegen der zeitgenössischen Gepflogenheiten der Branche besetzte Perlman Führungspositionen nicht nur aus eigenen Reihen bzw. aus vergleichbaren Positionen anderer Bahnen – so etwa John C. Kenefick, der mit Perlman von der DRGW zur NYC wechselte, und John W. Barriger III., den Perlman zum Präsidenten der NYC-Tochtergesellschaft Pittsburgh and Lake Erie Railroad machte – sondern auch mit branchenfremden Personen oder vergleichsweise unerfahrenen Absolventen, in denen er Potential sah. Dies galt insbesondere für die Marketing- und Planungsabteilungen, die darauf ausgerichtet wurden, auch außerhalb des bestehenden Kundenstamms aktiver zu werden. Zahlreiche von Perlman eingestellte Mitarbeiter übernahmen wesentliche Teile seiner Führungsmethoden später zu anderen Bahngesellschaften oder zu Unternehmen anderer Branchen wie etwa der Flying Tiger Line.

## Penn Central
Neben der NYC litten auch die meisten anderen Bahngesellschaften im Nordosten der USA unter der Konkurrenz des zunehmenden motorisierten Individualverkehrs und den Umzug bahnaffiner Industrien in andere Regionen. Die zweite große Bahn im Nordosten, die Pennsylvania Railroad, und die NYC hatten daher bereits 1957 eine aufwendige Studie über einen Zusammenschluss der beiden Unternehmen erarbeiten lassen. PRR-Präsident James Miller Symes, Robert Young und Alfred Perlman kamen in einer Klausurtagung im Herbst 1957 zum Schluss, dass eine Fusion massive Einsparungen erzielen könnte. Symes und Perlman gaben die Verhandlungen zwischen PRR und NYC daher am 1. November 1957 gemeinsam öffentlich bekannt.
Während Perlman von der Notwendigkeit einer Konsolidierung der zahlreichen Bahngesellschaften der Region überzeugt war, teilte er Symes' Enthusiasmus über die Kombination aus PRR und NYC nicht. Nachdem sich abzeichnete, dass die zu einem Drittel von der PRR gehaltene, finanziell starke Norfolk and Western Railway (N&W) die ebenfalls hochprofitable Virginian Railway übernehmen würde, befürchtete Perlman, dass die PRR mit den Gewinnen der N&W in einer Fusion mit der NYC der stärkere Partner wäre. Die Verhandlungen wurden am 12. Januar 1959 abgebrochen. Nachdem allerdings der Versuch einer Fusion der NYC mit der Chesapeake and Ohio Railway gescheitert war, sah sich Perlman im Oktober 1961 gezwungen, die Gespräche mit der PRR wieder aufzunehmen. Die Vorstände beider Bahnen beschlossen die Fusion am 12. Januar 1962 und erhielten am 8. Mai 1962 die Zustimmung eines Großteils der Aktionäre beider Gesellschaften, woraufhin das Genehmigungsverfahren der Regulierungsbehörde Interstate Commerce Commission (ICC) aufgenommen wurde.
Im Prüfverfahren der ICC argumentierte Perlman, dass die Zusammenführung der beiden Bahngesellschaften und ihr Erfolg vor allem durch Automatisierung und Informationstechnologie erzielt werde:

“We feel we are embarked on a second industrial revolution. In the first, human energy was replaced by machines. Today, in this second revolution, electronic thought and control functions can be substituted for the parallel human processes. [...] In fact, with the proposed organization of the new company and the capital from savings available for investment in modernized electronically automated equipment, it is my judgement, based on my 45 years of experience in railroading, that the merged company will be far more susceptible to efficient management than either company alone.”

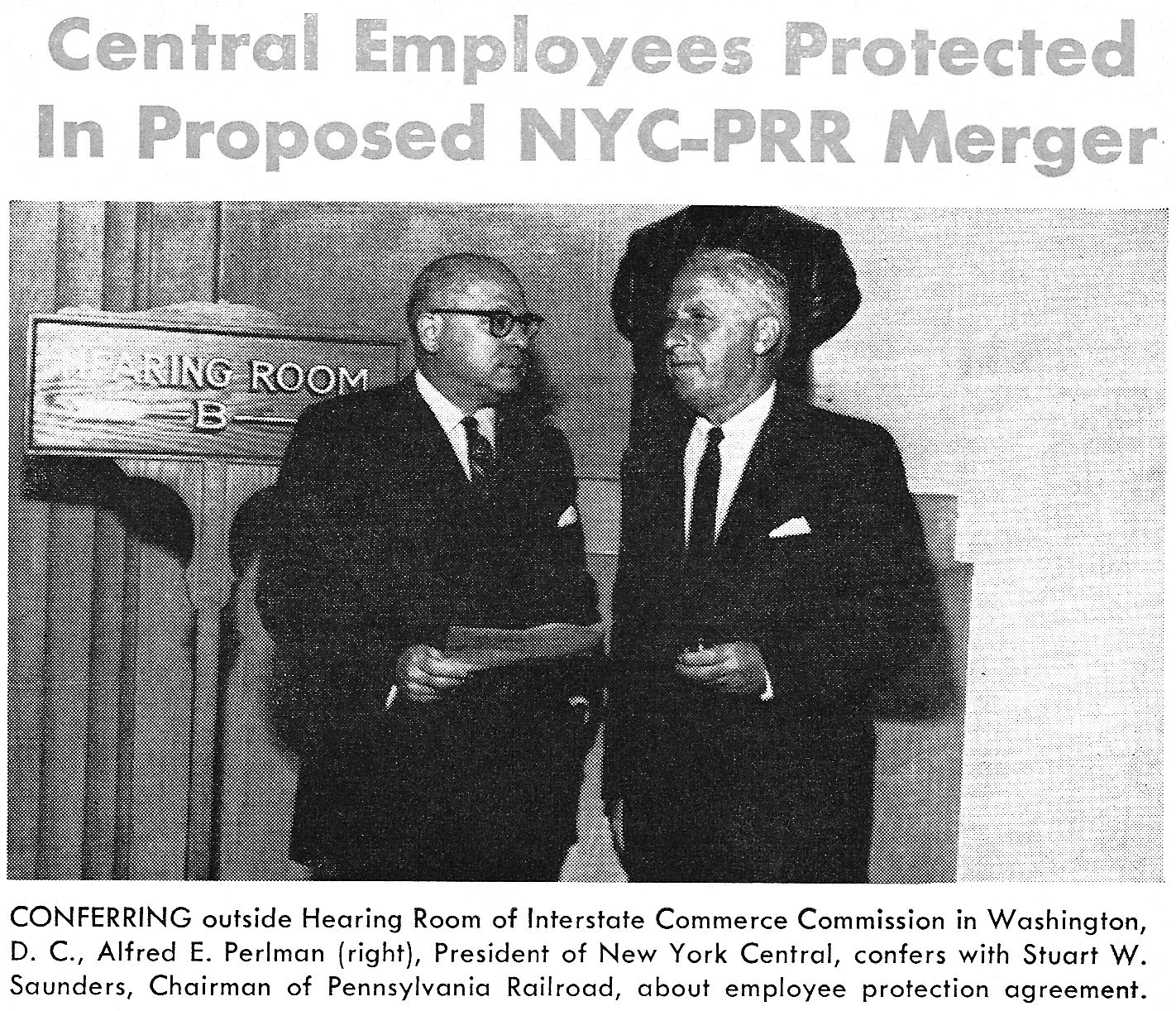
Stuart Saunders (links) und Alfred E. Perlman; 1965

Die ICC stimmte der Fusion schließlich am 27. April 1966 einstimmig mit verschiedenen Auflagen zu, das ebenfalls involvierte Justizministerium im November 1967. Zum 1. Februar 1968 entstand schließlich die Penn Central Transportation durch Umbenennung der PRR und Übernahme der NYC. Alfred Perlman wurde Präsident der Penn Central, während der bisherige Chief Executive Officer der PRR, Stuart T. Saunders, den Posten des Vorstandsvorsitzenden (chairman) übernahm.
Penn Central war von Beginn an in wirtschaftlichen Schwierigkeiten. Neben der allgemein schlechten Marktlage verlief die Integration der beiden Gesellschaften schleppend und aufwendig. Zu den zahlreichen Ursachen zählten unter anderem die deutlich unterschiedlichen Firmen- und Führungskulturen der NYC und PRR, die sich auch in Differenzen zwischen Perlman und Saunders sowie Perlman und dem ebenfalls von der PRR stammenden CFO David Bevan zeigten. Perlmans Fokus auf extern ausgebildete Führungs- und Verwaltungskräfte stand im Widerspruch zur PRR-Tradition, Stellen möglichst intern zu besetzen. Insbesondere Bevan warf Perlman ferner vor, zu viele Investitionen tätigen zu wollen („All Perlman wanted to do was build classification yards“; „Das einzige was Perlman tun wollte, war Rangierbahnhöfe zu bauen“), kritisierte aber zugleich Saunders dafür, dass er sich nie gegenüber Perlman durchgesetzt habe.
Saunders begann Ende 1968 mit der Zustimmung weiterer Vorstandsmitglieder nach einem Nachfolger für den inzwischen 65-jährigen Perlman zu suchen. Im September 1969 konnte Saunders den bisherigen Präsidenten der Western Electric, Paul A. Gorman, für den Posten gewinnen. Perlman wurde erst kurz vor der Bekanntgabe informiert. Gorman nahm seine Tätigkeit im Dezember 1969 auf, während Perlman eine Vizevorstandsposition (vice chairman) einnahm. Am 21. Juni 1970 musste Penn Central allerdings Insolvenz anmelden. Perlman wurde ebenso wie Saunders und Bevan am 8. Juni 1970 durch Vorstandsbeschluss von seinen Aufgaben freigestellt, trat aber im Gegensatz zu seinen Vorstandskollegen nicht zurück, sondern bestand auf Einhaltung seines Arbeitsvertrags bis zum vereinbarten Austritt am 30. November 1970.

## Western Pacific Railroad
Im August 1970 konnte der Vorstandsvorsitzende (chairman) der Western Pacific Railroad, Howard A. Newman, Perlman für den Posten des Präsidenten der Western Pacific gewinnen. Mit dem Ende seiner Anstellung bei der Penn Central übernahm inzwischen 68-jährige Perlman diesen Posten am 1. Dezember vom 15 Jahre jüngeren Myron M. Christy. Zum Vizepräsident wurde einen Monat später Robert „Mike“ Flannery ernannt, der eine ähnliche Position bei Penn Central bekleidet hatte.
Die Western Pacific, deren größte Anteilseigner zu je etwa 10 % Newman, die Southern Pacific und die Union Pacific sowie mit etwa 9 % die Burlington Northern waren, hatte in den ersten sechs Monaten des Jahres 1970 einen Verlust von rund 3,3 Millionen Dollar verbucht. Bis Jahresende waren es neun Millionen, etwa 12 % des Umsatzes. Perlman und Flannery organisierten die Western Pacific neu, wozu neben Kosteneinsparungen unter anderem der Aufbau einer modernen Marketing-Abteilung zählte. Deren Leitung übernahm Harry J. Bruce, der zuvor für die Illinois Central Railroad tätig war und 1984 deren CEO wurde. 1971 erwirtschaftete die Western Pacific einen kleinen Gewinn, der in den Folgejahren deutlich wuchs.
Perlman zog sich zum Ende des Jahres 1972 von der Position als Präsident zurück; seine Stelle übernahm Flannery. Bis zum 24. Juni 1976 bekleidete Perlman stattdessen Aufsichtsratsposten der WP, darunter bis 31. Dezember 1975 als Nachfolger von Newman die des Vorsitzenden.

## Ruhestand und Tod
Nachdem Perlman mit seiner Familie auch während seiner Tätigkeit für die Penn Central, deren Hauptsitz in Philadelphia war, weiterhin in Downstate New York – zunächst in Larchmont, später in Mamaroneck – lebte, zog er mit seiner Frau 1970 nach Hillsborough in Kalifornien. Er verbrachte dort nach dem Ende seiner Tätigkeit für die Western Pacific seinen Ruhestand und verstarb am 30. April 1983 in San Francisco.